# Calpionelle
Calpionella
Genre
Les calpionelles (famille des Calpionellidae ou genre Calpionella) sont un groupe disparu de microfossiles de protozoaires ciliés, ayant vécu de la fin du Jurassique supérieur (Tithonien) jusqu'au début du Crétacé inférieur (Valanginien) il y a environ entre −150 et −136 Ma (millions d'années).

## Caractéristiques
Les calpionelles (du grec kalpion, petit vase) sont des protozoaires fossiles du groupe des « infusoires ciliés » proche des actuels Tintinnoïdiens, en forme d'amphore à fine paroi calcaire (en calcite hyaline radiaire).

## Registre fossile
On les trouve surtout dans les sédiments déposés dans l'océan alpin Téthys : elles sont apparues brutalement au Tithonien (vers -150 millions d'années) où elles ont été d'emblée très abondantes, jusqu'à constituer les formes planctoniques les plus fréquentes du Valanginien, avant leur disparition au cours de cet étage (vers -136 millions d'années).
Ce sont de bons fossiles-repères pour la stratigraphie de l'extrême sommet du Jurassique supérieur et de la base du Crétacé inférieur.

## Liste d'espèces identifiées
Selon Catalogue of Life (15 avril 2016) :
- genre Calpionella
  - Calpionella alpeliptica
  - Calpionella alpelliptica Nagy, 1986
  - Calpionella alpina Lorenz, 1902
  - Calpionella breveliptica
  - Calpionella brevelliptica Nagy, 1986
  - Calpionella cadischi
  - Calpionella cylindrica
  - Calpionella doliphormis
  - Calpionella elliptalpina Nagy, 1986
  - Calpionella elliptica Cadisch, 1932
  - Calpionella globalpina Nagy, 1986
  - Calpionella grandalpina Nagy, 1986
  - Calpionella involuta Leischner, 1959
  - Calpionella latalpina Nagy, 1986
  - Calpionella longa
  - Calpionella longalpina Nagy, 1986
  - Calpionella oblonga
  - Calpionella parvalpina Nagy, 1986
  - Calpionella parveliptica
  - Calpionella parvelliptica Nagy, 1986
  - Calpionella simplex
  - Calpionella umdelloides
  - Calpionella undelloides
- genre Calpionellites
  - Calpionellites dadayi
  - Calpionellites darderi (Colom, 1934) Colom, 1948
  - Calpionellites lata Leischner, 1959
  - Calpionellites neocomiensis
- genre Lorenziella
  - Lorenziella arcuata Knauer & Nagy, 1964
  - Lorenziella hungarica Knauer & Nagy, 1964